# Diadegma erucator
Diadegma erucator är en stekelart som först beskrevs av Zetterstedt 1838.  Diadegma erucator ingår i släktet Diadegma och familjen brokparasitsteklar. Arten är reproducerande i Sverige. Inga underarter finns listade i Catalogue of Life.